# Termitomastus leptoproctus
Termitomastus leptoproctus är en tvåvingeart som beskrevs av Filippo Silvestri 1901. Termitomastus leptoproctus ingår i släktet Termitomastus och familjen gallmyggor. Inga underarter finns listade i Catalogue of Life.